# Pyramidula tetragona
Pyramidula es un género monotípico de musgos perteneciente  a la familia Funariaceae.  Su única especie, Pyramidula tetragona, es originaria de  Estados Unidos.

## Taxonomía
Pyramidula tetragona fue descrita por (Brid.) Brid. y publicado en Muscologiae Recentiorum Supplementum 4: 20. 1819[1818].
Sinonimia
- Gymnostomum tetragonum Brid.
- Pyramidula algeriensis Chud. & Douin
- Pyramidula tetragona var. zoddae Bott. & Zodda